# Renault Type EF
Der Renault Type EF war ein frühes Personenkraftwagenmodell von Renault. Er wurde auch 12 CV genannt.

## Beschreibung
Die nationale Zulassungsbehörde erteilte am 15. April 1914 seine Zulassung. Das Modell löste den Renault Type DG ab. Im gleichen Jahr endete die Produktion. Nachfolger wurde 1917 der Renault Type EU.
Ein wassergekühlter Vierzylindermotor mit 80 mm Bohrung und 130 mm Hub leistete aus 2614 cm³ Hubraum 13 PS. Die Motorleistung wurde über eine Kardanwelle an die Hinterachse geleitet. Die Höchstgeschwindigkeit war je nach Übersetzung mit 38 km/h bis 64 km/h angegeben.
Zwei unterschiedlich lange Fahrgestelle standen zur Auswahl. Das kürzere mit 306 cm Radstand ermöglichte eine Fahrzeuglänge von 431,5 cm. Das längere hatte einen Radstand von 329,5 cm, der für eine Länge von 451 cm sorgte. Die Spurweite von 134 cm und die Fahrzeugbreite von 161,5 cm waren identisch. Eine Quelle nennt eine Höhe von 237 cm, gibt aber nicht an, auf welche Karosserieform sich diese Angabe bezieht. Der Wendekreis war mit 11 Metern angegeben. Das Fahrgestell wog 800 kg. Torpedo, Limousine und Landaulet sind überliefert. Eine Limousine mit Werkskarosserie kostete 12.900 Franc.